# Фуникулёр Жалякальниса

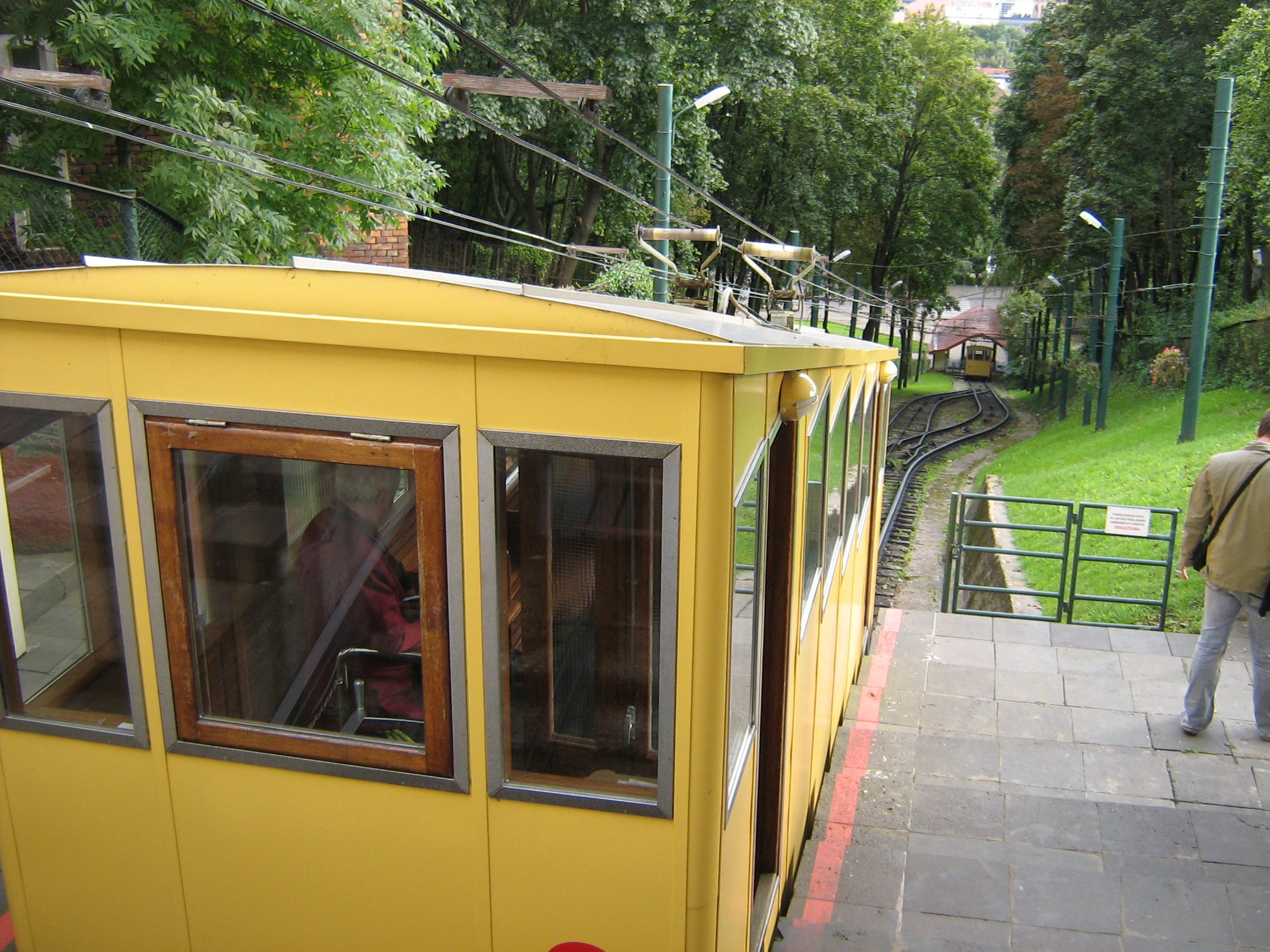
Фуникулёр Жалякальниса, вид сверху

Фуникулер Жалякальниса — действующий фуникулёр в городе Каунас, Литва. Расположен в районе Жалякальнис (Зелёный холм). Введён в эксплуатацию в 1931 году, является старейшим фуникулёром в Литве. Кузов фуникулёра изготовлен из деревянных панелей. Маршрут составляет 142 метра от Военного музея имени Витовта Великого к костёлу Воскресения Христова.
Фуникулер построен фирмой Curt Rudolph Transportanlagen (Дрезден, Германия), электрооборудование — AEG, механика — Bell Maschinenfabrik (Швейцария). Строительство велось под личным контролем президента Литвы Антанаса Сметоны. Официальное открытие состоялось 5 августа 1931 года. Изначально была только одна пассажирская вагонетка, в то время как вторая была лишь платформой с камнями для балансировки пассажирской вагонетки.
Фуникулёр был реконструирован в период между 1935 и 1937 годами: были построены новые, большие вагоны с кузовами Napoleonas Dobkevičius на шасси от Bell Maschinenfabrik, также нижняя станция получила крытое остановочное здание.
В 1992 году проводился ремонт фуникулёра. Вагоны стилизовали под довоенные. Во время движения стала играть музыка, написанная специально для фуникулёра композитором Гедрюсом Купрявичюсом. Сотрудники фуникулёра одеты в форму образца 1951 года.
Фуникулёр Жалякальниса был включён в реестр недвижимого культурного наследия Литовской Республики в 1993 году. Около нижней станции находится скульптура «Девочка с дудочкой» (на илл.), на верхней станции есть художественная «Галерея F»,
Фуникулёр принадлежит АО «Кауно лифтай». Он имеет один путь с разъездом. Градиент — 25,9 %. Ежедневный пассажиропоток составляет 400—600 человек. Скорость движения — около 2 м/с, время поездки — менее 2 минут.